# Canon EOS M10
Aucun EOS M100
Le Canon EOS M10 est un appareil photographique hybride grand public annoncé par Canon le 13 octobre 2015.

## Conception
L'EOS M10 est un appareil photo à objectifs interchangeables qui utilise la monture Canon EF-M. L'EOS M10 est un modèle d'entrée de gamme dépourvu de la poignée en caoutchouc, des molettes de réglage et de la griffe de flash qui se trouvent sur le modèle EOS M3, plus gros et plus coûteux. Selon un porte-parole de Canon USA, l'EOS M10 utilise le même capteur APS-C de 18 Mpixels que l'ancien EOS M2, qui ne fut pas vendu aux États-Unis. L'EOS M10 utilise également le système autofocus hybride CMOS AF II de l'EOS M2, au lieu du système hybride CMOS AF III plus rapide de l'EOS M3. Cependant, contrairement à l'EOS M2, l'EOS M10 possède le même processeur d'images DIGIC 6 que le plus récent EOS M3,.
L'EOS M10 possède également un écran arrière LCD pivotant sur 180 degrés, un flash incorporé et une connexion Wi-Fi et NFC intégrée, permettant la commande de l'appareil depuis un smartphone,,.